# Krisztina Cseh
Krisztina Cseh (10 dicembre 1989) è una pentatleta ungherese.

## Palmarès
In carriera ha conseguito i seguenti risultati:
- Mondiali:

Londra 2009: bronzo nel pentathlon moderno a squadre.